# 함안향교
함안향교(咸安鄕校)는 대한민국 경상남도 함안군 함안면에 있는 조선시대의 지방 교육기관이다. 1983년 8월 6일 경상남도의 유형문화재 제211호로 지정되었다.

## 개요
향교는 훌륭한 유학자를 제사하고 지방민의 유학교육과 교화를 위하여 나라에서 지은 교육기관이다
조선 효종(재위 1649∼1659) 때 세워진 것으로 그 뒤 한국전쟁 때 불탔으나 다시 지어 오늘에 이르고 있다.
건물은 출입문인 외삼문, 공부하는 곳인 명륜당과 동·서재, 사당인 대성전과 동·서무가 일렬로 서 있으며, 명륜당이 앞에 있고 대성전이 뒤에 있는 전형적인 전학후묘의 형태를 이루고 있다. 특이한 것은 대성전의 좌우에 동·서무가 나란히 서 있는데, 이것은 급경사지라는 지형의 제약 때문으로 보인다.
조선시대에는 국가로부터 토지와 전적·노비 등을 받아 학생들을 가르쳤으나 갑오개혁(1894) 이후 제사만 지내고 있다.

## 현지 안내문
향교는 유교의 옛 성현을 받들면서, 지역사회에서 인재를 양성하고 미풍양속을 장려할 목적으로 설립된 전통 시대의 지방 교육 기관이다. 함안 향교는 조선 태조 원년(1392)에 파수리에 건립되었으나, 1600년(선조 33년)에 한강 정구(1543~1620) 선생이 지금의 위치로 옮겨 놓았다. 여러 차례에 걸쳐 중수를 하였으며, 6.25전쟁 때 대성전을 제외한 모든 건물이 불탔다. 현재의 건물은 그 이후에 중수한 것이다.
향교의 공간의 교육과 제례의 두 영역으로 나뉜다. 유생이 학문을 연마하는 명륜당과 일상생활을 하는 동·서재는 교육기능을 담당하고, 공자와 저명한 유학자의 위패를 모시는 대성전 및 동·서문은 제례 기능을 각각 담당하고 있다.
함안 향교의 건물배치는 교육 공간을 앞쪽에, 제례 공간을 뒤쪽에 두는 향교 건물배치의 일반적인 전학후묘 양식을 따르고 있다. 그러나 이곳이 들판의 끝과 야산이 만나는 지형인 탓에, 교육 영역은 평지에 배치되고 제례 영역은 급경사 지대에 배치되었다. 그러므로 교육 영역과 제례 영역의 중심축이 일치하지 않고 있는데, 전자의 영역은 터가 넓어 동·서재가 명륜당을 중심으로 나란히 마주보고 있는 반면, 좁은 곳에 자리 잡은 후자의 영역은 동·서무가 대성전과 나란히 좌우에 배치되어 있다. 이는 매우 예외적인 구성으로 아마도 중수과정에서 이러한 현상이 나타난 것으로 보여 진다.

## 참고 자료
- 함안향교 - 국가유산청 국가유산포털